# Смолин, Олег Николаевич
Оле́г Никола́евич Смо́лин (род. 10 февраля 1952, село Полудино, Северо-Казахстанская область) — советский и российский политик и философ, специалист по философии политики и социальной философии. Депутат ГД РФ, член фракции КПРФ, первый заместитель председателя Комитета по образованию и науке ГД РФ. Доктор философских наук, академик Российской академии образования (2016). Председатель Общероссийского общественного движения «Образование — для всех».
Из-за вторжения России на Украину, находится под международными санкциями Евросоюза, США, Великобритании и ряда других стран

## Биография
Родился 22 января (официально — 10 февраля) 1952 года в селе Полудино Полудинского района Северо-Казахстанской области в семье педагогов. Является почти слепым от рождения.
В 1970 году окончил с отличием музыкальную школу Омска по классу баяна. С золотой медалью окончил омскую специальную школу-интернат № 95 для слепых и слабовидящих детей.
Поступил на исторический факультет Омского государственного педагогического института имени А. М. Горького. В 1974 году окончил вуз, получив диплом с отличием. С 1974 по 1976 год работал преподавателем в Омской школе рабочей молодёжи. С 1976 года работает ассистентом в Омском государственном педагогическом институте. В 1976—1991 годах — член КПСС.
1 декабря 1979 года избран старшим преподавателем Омского государственного педагогического института. 1 ноября 1981 года — 1 ноября 1982 года прикомандирован в аспирантуру УрГУ.
В 1982 году под научным руководством Л. Н. Когана защитил кандидатскую диссертацию «Культурная революция как фактор формирования социалистического образа жизни» по специальности «философия» в Уральском государственном университете. 30 марта 1984 года избран доцентом Омского государственного педагогического института.
В 1989—1991 годах был членом реформистского партийного клуба в Омске. 18 марта 1990 года избран народным депутатом РСФСР. Член фракции «Россия».
С 1 сентября 1992 года — член Комитета по науке и народному образованию ВС РСФСР на постоянной основе. 12 декабря 1993 года избран членом Совета Федерации Федерального Собрания РФ. 1 марта 1994 года избран председателем подкомитета по образованию и подготовке кадров Комитета Совета Федерации по вопросам науки, культуры и образования.
17 декабря 1995 года избран депутатом Государственной Думы второго созыва. Член депутатской группы «Народовластие». 23 января 1996 года избран заместителем председателя Комитета Государственной Думы второго созыва по образованию и науке. 1 февраля 1996 года избран председателем подкомитета по образованию.
19 декабря 1999 года избран депутатом Государственной Думы третьего созыва. Член Агропромышленной депутатской группы. 24 января 2000 года избран заместителем председателя Комитета Государственной Думы по образованию и науке.
В 2001 году защитил докторскую диссертацию по теме «Социально-философские аспекты государственной образовательной политики в условиях радикальной трансформации российского общества» в МПГУ.
В Госдуме занимался проблемами образования, был разработчиком таких базовых для системы образования законов, как Закон «Об образовании», Закон «О высшем и послевузовском профессиональном образовании», «Об утверждении федеральной программы развития образования», а также Национальной доктрины образования в Российской Федерации, одобренной Всероссийским совещанием работников образования в Кремле 15 января 2000 года.
12 сентября 2001 года избран председателем правления Омского регионального отделения Народно-патриотического союза России (НПСР).
7 декабря 2003 года избран депутатом Государственной Думы четвёртого созыва. Член фракции КПРФ. 16 января 2004 года избран первым заместителем председателя Комитета по образованию и науке Государственной Думы.
23 апреля 2004 года избран членом-корреспондентом Российской академии образования.
2 декабря 2007 года избран депутатом Государственной Думы 5 созыва от Коммунистической партии Российской Федерации. В январе 2008 года стал заместителем председателя Комитета Государственной Думы по образованию.
26 февраля 2009 года избран президентом общества «Знание». В сентябре 2009 года Смолин подвергся ограблению. Представители КПРФ не исключали политических причин ограбления.
4 декабря 2011 года избран депутатом Государственной Думы 6 созыва от КПРФ, член фракции «КПРФ», первый заместитель председателя Комитета ГД по образованию.
В 2013 году вошёл в состав Оргкомитета по подготовке и проведению памятных мероприятий, посвященных 20-летию расстрела Съезда народных депутатов России и Верховного совета РФ.
21 апреля 2016 года избран действительным членом (академиком) РАО.
В сентябре 2016 года избран депутатом Госдумы седьмого созыва от одномандатного избирательного округа № 140, Омская область.
В сентябре 2021 года был избран депутатом Государственной Думы восьмого созыва по избирательному округу № 140. (Москаленский – Омская область).
Был избран Первым заместителем председателя Комитета Государственной Думы по науке и высшему образованию.
Профессор. Автор более 700 научных, научно-публицистических и публицистических работ, в том числе 7 авторских книг; соавтор 4 книг.
Первый вице-президент Паралимпийского комитета России, вице-президент Всероссийского общества слепых (ВОС), почётный член Всероссийского общества инвалидов.
Женат. Имеет сына и двух внуков.

## Законотворческая деятельность
С 1990 по 2022 годы, в течение исполнения полномочий члена Верховного Совета РСФСР, члена Совета Федерации I созыва, депутата Государственной Думы II, III, IV, V, VI, VII и VIII созывов, выступил соавтором около 300 законодательных инициатив и поправок к проектам федеральных законов.

## Санкции
23 февраля 2022 года внесен в санкционные списки Евросоюза за действия и политику, которые подрывают территориальную целостность, суверенитет и независимость Украины и ещё больше дестабилизируют Украину.
24 февраля 2022 года включён в санкционный список Канады «близких соратников режима» за голосование о признании независимости «так называемых республик в Донецке и Луганске».
24 марта 2022 года, на фоне вторжения России на Украину, включён в санкционный список США за «соучастие в войне Путина» и «поддержку усилий Кремля по вторжению в Украину», Госдеп США заявил, что депутаты Госдумы используют свои полномочия для преследования инакомыслящих и политических оппонентов, нарушают свободу информации, ограничивают права человека и основные свободы граждан России.
Позднее, по аналогичным основаниям, включён в санкционные списки Великобритании, Швейцарии, Австралии, Японии, Украины и Новой Зеландии.

## Награды и звания
- кавалер Золотого почётного знака «Общественное признание».
- Почётная грамота Правительства Российской Федерации (28 ноября 1996 года) — за большой личный вклад в решение задач социальной интеграции инвалидов в общество
- Почётная грамота правительства Российской Федерации (4 декабря 2008 года) — за заслуги в законотворческой деятельности, развитии парламентаризма и в связи с 15-летием принятия Конституции Российской Федерации[21]
- Орден «Содружество» (30 мая 2007 года, Межпарламентская ассамблея СНГ) — за активное участие в деятельности Межпарламентской Ассамблеи и её органов, вклад в укрепление дружбы между народами государств — участников Содружества[22].
- Медаль «МПА СНГ. 25 лет» (27 марта 2017 года, Межпарламентская ассамблея СНГ) — за заслуги в деле развития и укрепления парламентаризма, за вклад в развитие и совершенствование правовых основ функционирования Содружества Независимых Государств, укрепление международных связей и межпарламентского сотрудничества[23].
- орден «Слава нации».
- орден «Во имя жизни на Земле».
- орден Петра Великого II степени.
- юбилейная медаль Президиума Съезда народных депутатов СССР «За заслуги в образовании 75 лет».
- медали «В память 850-летия Москвы», А. С. Макаренко за педагогическую доблесть, К. Д. Ушинского (отраслевая награда Министерства образования Российской Федерации), имени выдающегося ученого, первого председателя Всесоюзного общества «Знание» академика Сергея Ивановича Вавилова, «За укрепление авторитета российской науки», «За заслуги в развитии Современной Гуманитарной Академии», «За заслуги в образовании и воспитании», «90 лет Великой Октябрьской социалистической Революции» (ЦК КПРФ) и другие.
- звание академика РАО (2016).
- почётное звание «Заслуженный работник высшей школы Российской Федерации».
- почётные знаки: «За заслуги в развитии парламентаризма», «Знак почёта ВОС», «Заслуженный работник ВОС», «За заслуги перед Всероссийским обществом слепых» первой степени, «За защиту прав человека» Наградной знак-орден «Меценат» — за выдающийся вклад в дело возрождения и процветания.

Является членом ряда общественных академий: Академии гуманитарных наук, Международной педагогической академии, Академии педагогических и социальных наук, Международной академии общественных наук и Всемирной академии наук комплексной безопасности.